# José Froilán González
José Froilán González (becenevén: a pampák bikája), (Arrecifes, 1922. október 5. – 2013. június 15.) argentin autóversenyző, volt Formula–1-es pilóta, egyszeres Le-Mans-i 24 órás győztes.

## Pályafutása
A Formula–1-es bemutatkozására az 1950-es monacói nagydíjon került sor. A Scuderia Argentina-csapat tagjaként Maseratival versenyzett, miután honfitársa Juan Manuel Fangio átigazolt az Alfa Romeóhoz. 1951-ben átszerződött a Ferrarihoz. Mind az öt versenyén dobogós lett, és a brit nagydíjat meg is nyerte. Ez volt a Ferrari első futamgyőzelme a Formula–1-es világbajnokságok történetében. Ezután többnyire hazai földön versenyzett, visszavonulása után pedig garázsokat üzemeltetett.

## Eredményei

### Teljes Formula–1-es eredménylistája
(Táblázat értelmezése)

(Félkövér: pole-pozícióból indult; dőlt: leggyorsabb kört futott) 

| Év   | Csapat                | 1      | 2      | 3       | 4      | 5     | 6      | 7     | 8       | 9   | 10  | Helyezés | Pont          |
| ---- | --------------------- | ------ | ------ | ------- | ------ | ----- | ------ | ----- | ------- | --- | --- | -------- | ------------- |
| 1950 | Achille Varzi         | GBR    | MON Ki | 500     | SUI    | BEL   | FRA Ki | ITA   |         |     |     | –        | 0             |
| 1951 | José Froilán González | SUI Ki | 500    | BEL     |        |       |        |       |         |     |     | 3.       | 24 (27)       |
| 1951 | Scuderia Ferrari      |        |        |         | FRA 2  | GBR 1 | GER 3  | ITA 2 | ESP 2   |     |     | 3.       | 24 (27)       |
| 1952 | Maserati              | SUI    | 500    | BEL     | FRA    | GBR   | GER    | NED   | ITA 2** |     |     | 9.       | 6.5           |
| 1953 | Maserati              | ARG 3  | 500    | NED 3*  | BEL Ki | FRA 3 | GBR 4  | GER   | SUI     | ITA |     | 6.       | 13.5 (14.5)   |
| 1954 | Ferrari               | ARG 3  | 500    | BEL 4*† | FRA Ki | GBR 1 | GER 2* | SUI 2 | ITA 3*† | ESP |     | 2.       | 25.14 (26.64) |
| 1955 | Ferrari               | ARG 2* | MON    | 500     | BEL    | NED   | GBR    | ITA   |         |     |     | 17.      | 2             |
| 1956 | Maserati              | ARG Ki | MON    | 500     | BEL    | FRA   |        |       |         |     |     | –        | 0             |
| 1956 | Vanwall               |        |        |         |        |       | GBR Ki | GER   | ITA     |     |     | –        | 0             |
| 1957 | Ferrari               | ARG 5* | MON    | 500     | FRA    | GBR   | GER    | PES   | ITA     |     |     | 21.      | 1             |
| 1960 | Ferrari               | ARG 10 | MON    | 500     | NED    | BEL   | FRA    | GBR   | POR     | ITA | USA | –        | 0             |

* A helyezést megosztva kapta.
** A leggyorsabb körért 1 pontot kapott.
† González egy Ferrari 553 Squalóval kezdte meg a futamot, de a nagydíj alatt megelőzte egyik csapattársa 625-ösét.

## Fordítás
- Ez a szócikk részben vagy egészben  a   José Froilán González című angol Wikipédia-szócikk fordításán alapul.  Az eredeti cikk szerkesztőit annak laptörténete sorolja fel. Ez a jelzés csupán a megfogalmazás eredetét és a szerzői jogokat jelzi, nem szolgál a cikkben szereplő információk forrásmegjelöléseként.

## Külső hivatkozások
- Profilja a grandprix.com honlapon (angolul)
- Profilja a statsf1.com honlapon (angolul)